# Mars 1811

## Événements

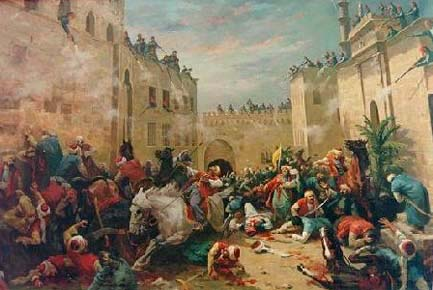
: massacre des mamelouks au Caire

- 1er mars : le pacha d’Égypte Méhémet Ali ordonne le massacre des mamelouks, qui constituaient un obstacle à son autorité, dans la citadelle du Caire[1]. Les survivants se réfugient à Dongola (1812) et se mettent à recruter des troupes d’esclaves noirs.

- 5 mars : bataille de Barrosa, engagement mineur d'arrière garde près de Cadix, au cours duquel un bataillon britannique repousse deux régiments français[2].

- 11 mars :
  - Russie : un pamphlet manuscrit de Karamzine, « Mémoire sur l’ancienne et la nouvelle Russie », contre les réformes de Speranski, est remis par la grande duchesse Catherine Pavlovna[3].
  - Arnold, Nottinghamshire : début de la lutte du mouvement des luddistes contre la mécanisation au Royaume-Uni[4] : des ouvriers, menés par Ned Ludd (probablement mythique) détruisent systématiquement les métiers à tisser et les outils des usines textiles dans le Lancashire, le Yorkshire, et les Midlands de l’Est (fin en 1816). Des manifestations ont lieu à Nottingham, à Bulwell (10 novembre) et Leeds (janvier 1812)[5]. En novembre, le gouvernement prend des mesures répressives bien accueillies par la population.

- 11 et 12 mars : les troupes françaises, qui se retirent du Portugal, remportent les combats de Pombal et de Redinha[6].

- 13 mars : bataille navale de Lissa[7].

- Le fils de Marie-Louise d'Autriche et de Napoléon, né le 20 mars, est proclamé roi de Rome.

- 22 mars : le Commissioners' Plan est adopté par les autorités administratives de la ville de New York.

- 23 mars : arrivée de John Jacob Astor, fondateur de la Fur Pacific Company à l’embouchure de la Columbia en Oregon. Il y fonde Fort Astoria[8].

- 24 mars : partis du port de New York le 8 septembre 1810, John Jacob Astor et 33 de ses hommes, jettent l'ancre du Tonquin, un navire marchand américain, dans l'estuaire du fleuve Columbia, sur la côte Ouest, et fonde le Fort Astoria future Astoria, pour y établir la nouvellement fondée Pacific Fur Company. Ils sont passés par le sud du cap Horn et Hawaï.

- 27 mars : victoire navale britannique sur les Danois à la bataille d'Anholt[9].

- 28 mars :
  - Henri Christophe se fait proclamer roi d'Haïti sous le nom d'Henri Ier[10], mais il ne règne en réalité que sur la partie septentrionale du pays.
  - Victoire de la Junte Suprême de Santa Fe à Bajo Palacé[11], première bataille de la guerre d'indépendance de la Colombie.

## Naissances
- 2 mars : Hugh Edwin Strickland (mort en 1853), ornithologue et géologue britannique.
- 3 mars : Christoph Wilhelm Wohlien, peintre allemand († 9 mai 1869).
- 11 mars : Urbain Le Verrier, mathématicien, astronome, météorologue et homme politique français († 23 septembre 1877).
- 18 mars : John Neumann, évêque de Philadelphie et saint américain († 5 janvier 1860).
- 20 mars : Joseph Charles François Bonaparte, fils de l'empereur Napoléon († 22 juillet 1832).
- 31 mars : Robert Wilhelm Bunsen (mort en 1899), chimiste allemand.

## Décès
- 19 mars :
  - Antoine Éléonor Léon Leclerc de Juigné, prélat français (° 1728)
  - František Adam Míča, compositeur tchèque.